# Mandolinenkonzert
Ein Mandolinenkonzert (gelegentlich auch Mandolinkonzert) ist ein Instrumentalkonzert für Mandoline als Soloinstrument und Orchester.

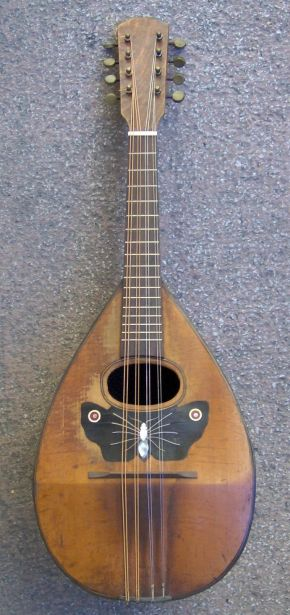
Mandoline

## Kurzeinführung
Als ein Genre der Instrumentalmusik entstanden erste Werke aus dem Concerto grosso heraus. Beliebt sind die Werke Antonio Vivaldis, insbesondere sein C-Dur-Konzert. Das Mandolinenkonzert erfuhr seine volle Ausprägung in der Klassik (Johann Nepomuk Hummel). Es hat meist drei Sätze, nach dem Schema schnell-langsam-schnell. In Partituren ist für dieses Lauteninstrument die Abkürzung mand. gebräuchlich.

## Bekannte Mandolinenkonzerte (Auswahl)
- Antonio Vivaldi (1678–1741):
  - Konzert für Mandoline, Streicher und B.c. in C-Dur RV 425[4][5][6][7]
  - Konzert für zwei Mandolinen, Streicher und B.c. in G-Dur RV 532[5]
- Johann Adolph Hasse (1699–1783): Konzert G-Dur für Mandoline, 2 Violinen und Bass[8][6][9]
- Carlo Cecere (1706–1761):
  - Konzert A-Dur für Mandoline, 2 Violinen und Bass[7][10]
  - Konzert G-Dur für Mandoline, 2 Violinen und Bass[11]
- Gaspare Gabellone (1727–1796): Konzert für Mandoline und Streicher F-Dur[12]
- Domenico Caudioso (fl. 18. Jahrhundert):
  - Konzert G-Dur für Mandoline, 2 Violinen und Bass[12][13]
- Gian Francesco Eterardi (fl. 18. Jahrhundert):
  - Konzert D-Dur für Mandoline, 2 Violinen und Bass[12][14]
- Giuseppe Giuliano (fl. 18. Jahrhundert): Konzert für Mandoline, 2 Violinen und B.c. G-Dur[12]
- Giovanni Paisiello (1740–1816; Zuschreibung zweifelhaft): Mandolinenkonzert in Es-Dur[7][4]
- Francesco Lecce (fl. 1750–1806): Mandolinenkonzert in G-Dur[4]
- Giovanni Francesco Giuliani (1760–1820): Mandolinenkonzert[4]
- Giovanni Hoffmann (um 1770–1814): Concerto Re maggiore a Mandolino Principale, Due Violini, Viola, Oboe, Corni e Basso[15]
- Johann Nepomuk Hummel (1778–1837): Mandolinenkonzert in G-Dur, S 28[16][3][7][4]
- Raffaele Calace (1862–1934): Mandolinenkonzert Nr. 1, op. 113[4]
- Emanuele Barbella (1718–1777): Konzert D-Dur für Mandoline, 2 Violinen und Bass[17]
- Dietrich Erdmann (1917–2009): Konzert für Mandoline und kleines Orchester (1979)[18]
- Herbert Baumann (1925–2020): Mandolinenkonzert[4]
- Avner Dorman (geb. 1975): Mandolinenkonzert[4]

## Diskografie (Auswahl)
- Vivaldi, Antonio: Sämtliche Mandolinenkonzerte. Bonifacio Bianchi, I Solisti Veneti, Claudio Scimone. Erato 1969[19]
- G. Gabbellone, D. Caudioso, Eterardi, G. Giuliano: Naples Au XVIIIe Siècle · Quatre Concertos Pour Mandolines. Alessandro Pitrelli, Bonifaccio Bianchi, I Solisti Veneti, Claudio Scimone. Erato 1971[12]
- Antonio Vivaldi: Sämtliche Konzerte für Laute (Gitarre) und Mandoline. Narciso Yepes, Takashi Ochi, Paul Kuentz. Deutsche Grammophon, 1972[20]
- Vivaldi, Pergolesi, Cecere: Die schönsten Mandolinenkonzerte. Claudio Scimone, I Solisti Veneti. Erato 1977[21]
- Hummel, Hasse, Hoffmann: Concertos Pour Mandolines: Takashi Ochi, Orchestre De Chambre Paul Kuentz. Philipps 1978[22]
- Vivaldi: Music for Lute and Mandolin. Paul O'Dette, Robin Jeffrey, The Parley of Instruments, Ltg. Roy Goodman (auf Originalinstrumenten). Hyperion, 1985[23]
- Vivaldi: Concerti "Alla Rustica", enthält RV 532: James Tyler, Robin Jeffrey, Mandolinen, The English Concert, Ltg. Trevor Pinnock (auf Originalinstrumenten). Archiv Produktion, 1986[24]
- Paisiello, Giuliani, Lecce: Concerti Per Mandolini. Ugo Orlandi, I Solisti Veneti, Claudio Scimone. Erato 1986[25]